# フロドナ
フロドナ（英: Grodno または Hrodna, ベラルーシ語: Гро́дна ）は、ベラルーシ フロドナ州の州都。フロドノ、ホラドニャ（Горадня）、ポーランド語・ロシア語でグロドノ（Гродно）、リトアニア語でガルディナス Gardinas、ラトビア語でグロドナ Grodna とも。
ネマン川沿いにあり、ポーランドやリトアニアとの国境に近い。2016年の人口は365,610人。

## 歴史
- 2022年2月 - ロシア・ウクライナ危機が深刻化する中、フロドナ郊外でロシア軍とベラルーシ軍による合同軍事演習が行われた[3]。ロシア軍は、そのまま付近に駐留し、同年2月24日に国境を越えてウクライナへ侵攻（2022年ロシアのウクライナ侵攻）した[4]。

## 姉妹都市
- ビャウィストク、ポーランド
- スウプスク、ポーランド
- リモージュ、フランス
- ミンデン、ドイツ
- アリートゥス、リトアニア
- ドルスキニンカイ、リトアニア
- ラズディヤイ、リトアニア
- ヒムキ、ロシア
- en:Shchukino District、ロシア
- ヴォログダ、ロシア
- ジェルジンスク、ロシア
- チェボクサル、ロシア
- アシュケロン、イスラエル

## 出身者
- オルガ・コルブト（体操選手）
- マイヤー・ランスキー（ギャング）
- セルゲイ・グレンコ（サッカー選手）
- ナタン・イェリン＝モル（イスラエルの政治家）

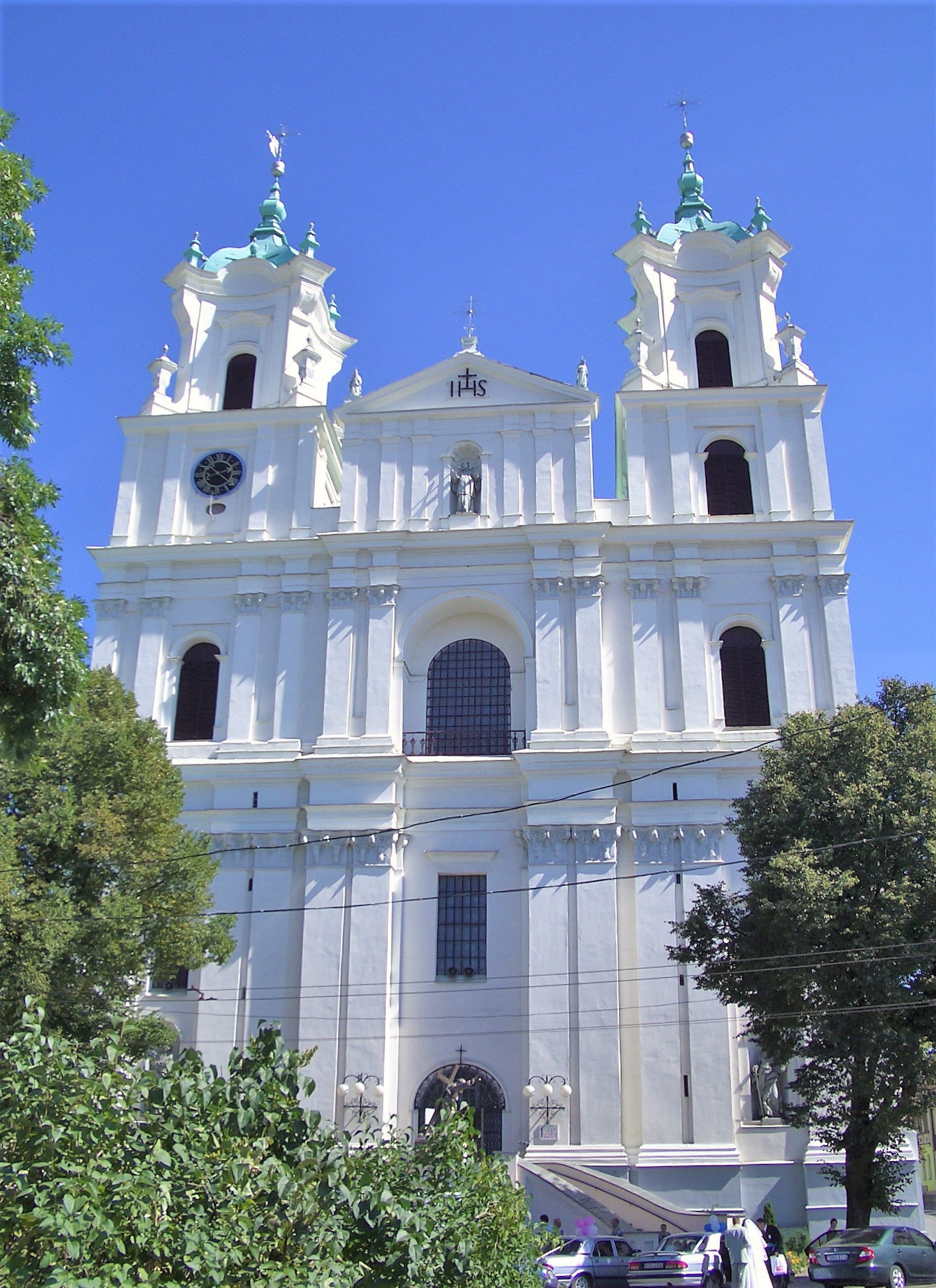
フロドナの大聖堂